# HMS Plymouth (1653)
HMS Plymouth byla anglická fregata třetí třídy vyzbrojená 52 děly. Postavená byla v londýnských docích ve Wappingu pro anglické námořnictvo. Na vodu byla spuštěna v roce 1653. V roce 1677 byla přezbrojena, vybavena byla 60 děly. Znovu byla přestavěna v roce 1705 v loděnicích Blackwall Yard na Temži, které stavěly či opravovaly lodě více než 350 let. Loděnice byla uzavřena v roce 1987. 

## Přestavba
HMS Plymouth byla znovu přestavěna v Blackwall Yard v roce 1705. Po přestavbě měla loď výtlak 833 tun, délku 140 stop 5 palců, (42,8 m), šířku 38 stop 3 palce, (11,7 m) a ponor 15 stop 7 palců, (4,7 m) a 60 děl. Později toho roku se potopila a byla ztracena.

## Bitvy
- Bitva proti tuniskému bejovi Muhammadu VIII. al-Aminu, 14. dubna 1655
- Bitva u Santa Cruz de Tenerife, 1657
- Bitva u Lowestoftu, 13. června 1665
- Bitva 1. září 1665
- Bitva z 1. až 4. června 1666, část druhé anglo-nizozemské války, (známá jako čtyřdenní bitva – Four Days Battle)
- Bitva z 25. června 1666, část druhé anglo-nizozemské války (známá jako St. James Day Battle)
- Bitva u Solebay, 7. června 1672, část třetí anglo-nizozemské války
- Bitva u bitva o Texel 21. srpna 1673, poslední velká bitva třetí anglo-nizozemské války
- Bitva z listopadu 1678
- Bitva u Bantry Bay, 11. května 1689, týden před vyhlášením Devítileté války
- Bitva u Beachy Head, 10. června 1690, součást Devítileté války
- Bitva u Barfleur, námořní bitva Velké aliance
- Bitva z 18. ledna 1695
- Bitva z 5. února 1697